# Tangerhütte
Tangerhütte (/taŋɐˈhʏtə/) est une commune d'Allemagne de l'arrondissement de Stendal en Saxe-Anhalt. Elle se situe sur le Tanger à environ 20 km au sud de Stendal.

## Histoire
Anciennement nommée Vaethen, la commune est mentionnée pour la première fois en 1375. À partir de 1842, une usine sidérurgique, nommée Tangerhütte, est construite sur la rive droite du Tanger, et en 1844, la première fonte y est faite. En 1852 la station sur la ligne ferroviaire entre Magdebourg et Wittenberge est ouverte. En 1928, le nom de la commune est changé de Vaethe à Tangerhütte, et en 1935 Tangerhütte obtient les droits de ville.
Le 1er juillet 1950, la municipalité de Briest (Altmark) a été incorporée à Tangerhütte. De 1952 à 1990 Tangerhütte est le siège administratif de l'arrondissement du même nom. Le 31 mai 2010 l'Einheitsgemeinde Tangerhütte est formée de la ville et des anciennes municipalités Bellingen, Birkholz, Bittkau, Cobbel, Demker, Grieben, Hüselitz, Jerchel, Kehnert, Lüderitz, Ringfurth, Schelldorf, Schernebeck, Schönwalde (Altmark), Uchtdorf, Uetz, Weißewarte et Windberge.